# Reserva Natural das Ilhotas de Varbla
A Reserva Natural das Ilhotas de Varbla é uma reserva natural localizada no condado de Pärnu, na Estónia.
A área da reserva natural é de 1000 hectares.
A área protegida foi fundada em 1976 para proteger os animais em Kuralaid, Pihelgalaid, Rangilaid, Põntsilaid, Kitselaid, Kändmelaid, Orikalaid, Piiukaaselaid, Selilaid e Pööriotsalaid. Em 1991, a área protegida foi designada como área de protecção das Ilhotas de Varbla. Em 2007, a área protegida foi re-designada como Área de Conservação da Paisagem das Ilhotas de Varbla, e em 2017 a área protegida foi novamente re-designada, desta vez como Reserva Natural das Ilhotas de Varbla.